# Formula 1 – sezona 1969.
| FIA Svjetsko automobilističko prvenstvo 1969. | FIA Svjetsko automobilističko prvenstvo 1969. |
|                                               | Prvak                                         |
| --------------------------------------------- | --------------------------------------------- |
| Vozač                                         | Jackie Stewart (Matra-Ford)                   |
| Konstruktor                                   | Matra-Ford                                    |
| Prethodna sezona                              | Sljedeća sezona                               |
| 1968.                                         | 1970.                                         |
| Europska Formula 2 – sezona 1969.             |                                               |

Formula 1 – sezona 1969. bila je 20. sezona u prvenstvu Formule 1.

## Sažetak sezone

### Promjene uoči početka sezone
- Momčadi Team Lotus se pridružio Jochen Rindt kao zamjena za Jackieja Olivera. Uz Rindta, vozačku postavu je činio branitelj naslova Graham Hill. Momčad je počela sezonu koristeći model Lotus 49B, iako je većina resursa već tada bila je usmjerena prema Lotusu 63, ponešto revolucionarnom bolidu koji je imao pogon na sva četiri kotača. Dobavljači motora i guma ove momčadi su ostali nepromijenjeni. Lotus je kroz cijelu sezonu koristio Cosworthov DFV V8 3.0 motor i Firestoneove gume.

- Bruce McLaren Motor Racing je zadržao identičnu vozačku postavu kao i prošle sezone, svjetskog prvaka iz 1967. Dennyja Hulmea i šefa momčadi Brucea McLarena. Momčad je nastavila koristiti Cosworthov DFV V8 3.0 motor i Goodyearove gume, a sezonu su počeli s prošlogodišnjom M7A šasijom.

- Momčad Kena Tyrrella Matra International je također sezonu počela koristeći prošlogodišnju MS10 šasiju. Jackie Stewart je ostao u momčadi, a pridružio mu se Jean-Pierre Beltoise, koji je prošle sezone odvezao samo jednu utrku za ovu momčad, dok je većinu utrka vozio za tvorničku momčad Equipe Matra koja je ove sezone odlučila ne natjecati se u Formuli 1. Nesudjelovanje tvorničke momčadi u natjecanju ove sezone je bila strateška odluka predsjednika tvrtke Matra, Jean-Luca Lagardèrea, koji je odlučio usmjeriti napore na momčad Kena Tyrrella, te izgraditi novi bolid s konstrukcijskim spremnicima za gorivo, koji bi i dalje pokretali Cosworthovi DFV V8 3.0 motori. Ken Tyrrell se uz sve to i ove sezone odlučio za korištenje Dunlop guma.

- Scuderia Ferrari je imala velika očekivanja za ovu sezonu. Prije početka sezone, FIAT je kupio 50% Ferrarijevih dionica, što je trebalo značiti sigurnu budućnost i povećani budžet. Momčad su napustili Jacky Ickx i ravnatelj Franco Lini, dok je Chris Amon ostao u momčadi kao jedini vozač. Iako su u momčadi počeli intenzivno raditi na novom bolidu i motoru, Ferrari je započeo sezonu koristeći prošlogodišnji model 312, Firestoneove gume, kao i svoj 242C 3.0 V12 motor.

- Owen Racing Organisation je potpuno promijenio vozačku postavu. Umjesto Pedra Rodrígueza i Richarda Attwooda, ove sezone u BRM bolidima su sjedili svjetski prvak iz 1964. John Surtees i Jackie Oliver. Još jedan novitet je bio prelazak s prošlogodišnjih Goodyearovih guma na Dunlopove koje je momčad odlučila koristiti ove sezone. Ono što je ostalo nepromijenjeno u odnosu na prošlu sezonu je BRM-ov P142 3.0 V12 motor.

- Brabham Racing Organisation promijenio je ime u Motor Racing Developments. Osnivaču i svjetskom prvaku Jacku Brabhamu u momčadi se pridružio prošlogodišnji Ferrarijev vozač Jacky Ickx, nakon što je Jochen Rindt napustio momčad i otišao u Lotus. Glavna promjena bio je novi dobavljač motora. Nakon prošlogodišnje loše sezone, Brabham je prekinuo suradnju s Repcom, te od ove sezone odlučio koristiti Cosworthov DFV V8 3.0 motor, kao i sve momčadi koje nisu proizvodile svoj vlastitu pogonsku jedinicu.

- Rob Walker Racing Team nije doživio promjene. Momčad je i ovu sezonu koristila Lotusov bolid 49B, Cosworthov DFV V8 3.0 motor i Firestoneove gume, a Jo Siffert je i dalje bio jedini vozač u momčadi.

- Honda Racing se na kraju prošle sezone povukla iz Formule 1, nakon što je u tom natjecanju provela pet godina. Razlog povlačenja bila je pogibija njihovog vozača Josepha Schlessera na prošlogodišnjoj VN Francuske, a Honda se u Formulu 1 vratila kao momčad tek 2005.

### Kyalami
VN Južne Afrike (III Grand Prix of South Africa) ugostila je Formulu 1 na stazi Kyalami 1. ožujka. Za razliku od prijašnjih godina kada se ova utrka vozila dva dana prije Stare godine ili na samu Novu godinu, FIA je ove sezone odlučila premjestiti utrku u treći mjesec, tako da su momčadi imale više vremena tijekom zime za razvijanje novih bolida za predstojeću sezonu. Osim regularnih Lotusovih vozača, treći vozač bio je Mario Andretti. John Love je bio još jedan vozač u Lotusovom bolidu za momčad Team Gunston, koji je svoj bolid ponešto modificirao pa je imao pomično prednje i stražnje krilo vlastite izrade. Njegov momčadski kolega Sam Tingle je koristio prošlogodišnji Brabham BT24 bolid. Lokalni vozač Basil von Rooyen je koristio prošlogodišnji McLarenov M7 model s velikim stražnjim aero krilom i South African Airways reklamom na njemu, dok je njegov sunarodnjak Peter de Klerk imao na raspolaganju prošlogodišnji Brabham BT20, koji je uz Tingleov bolid bio jedini na utrci koji nije imao aerodinamička krila.
Kvalifikacije
Treninzi i kvalifikacije održavali su se tri dana, od srijede do petka u terminu od 14.30 sati do 17.30 sati. Jackie Stewart je bio vrlo brz u starijem Matra MS10 modelu te je na kraju bio četvrti najbrži u kvalifikacijama, dok je u novom MS80 odvezao tek nekoliko krugova. Denny Hulme je u srijedu bio najbrži s vremenom 1:20.3 prije nego što je ostao bez četvrte brzine, što je na kraju bio dovoljno za treće mjesto u kvalifikacijama. Hulmeov momčadski kolega Bruce McLaren je imao problema s pumpom za vodu. Van Rooyen je s vremenom 1:21.8 bio najbrži od privatnih sudionika, te je izborio deveto mjesto u kvalifikacijama. Jo Siffert je imao problema s motorom, te su njegovi mehaničari proveli cijeli četvrtak u rješavanju problema. Na bolidu Grahama Hilla se pokvario mehanizam koji je pomicao krilo, dok je na bolidima Jochena Rindta i Andrettija došlo do pucanja nosača stražnjeg krila. Budući da momčad Lotus nije imala zamjenske nosače, uzeli su ih s Lotusovih bolida momčadi Rob Walker Racing Team. Rindt je na kraju odvezao drugo, a Andretti šesto vrijeme kvalifikacija. U posljednjim minutama u četvrtak, Jack Brabham je odvozio vrijeme 1:20.0 koje se na kraju pokazalo kao najbrže u kvalifikacijama. Na Ferrarijevom bolid je pukla pumpa za gorivo, a nakon zamjene Chris Amon je odvezao peto vrijeme kvalifikacija, pola sekunde sporije od Brabhama. Naknadno je postavljen i novi motor u Ferrarijevom bolidu, jer je kod starog došlo do gubitka snage. U petak su vozači vozili pola sata prije nego što je počela padati kiša. BRM-ovi bolidi su imali niz problema tijekom čitavih kvalifikacija. John Surtees je koristio dva bolida, a njegovo vrijeme je bilo poništeno zato što suci nisu bili informirani o Surteesovom korištenju zamjenskog bolida, pa je Englez startao posljednji.
Utrka
Iako su se u subotu na dan utrke oblaci nadvili nad stazom, kiše nije bilo. Utrka je startala u 15:00, a Brabham je izašao iz prvog zavoja kao vodeći. No Stewart je startao još bolje s 4. mjesta te je nakon drugog zavoja bio prvi vozač u utrci. U prvim krugovima utrke, Stewart je bio brži od ostalih otprilike sekundu, a poredak nakon petog kruga je bio: Stewart, Brabham, Rindt, Hill, Hulme, McLaren. Upravo u tom krugu dolazi do puknuća stražnjeg krila na Brabhamovom bolid, te Australac odlazi u boks na skidanje oba aerodinamička krila i vraća se na stazu na posljednjem 18. mjestu. Andretti je sa šestog mjesta na startu pao na deseto, ali je nakon toga počeo napredovati, te je u devetom krugu pretekao McLarena na petom mjestu, a krug prije toga, Hill je prešao Rindta. Nakon desetog kruga Stewart je bio i dalje vodeći, dok se Hill nalazio na drugom mjestu s pet sekundi zaostatka. Rindt je bio treći s dvije sekunde iza Hilla, dok se na četvrtom mjestu nalazio Hulme. Dva kruga nakon, van Rooyen je bio prvi vozač koji je odustao zbog kvara na kočnicama. U istom krugu je Hulme pretekao Rindta, koji je nakon toga počeo gubiti pozicije, da 
bi na kraju odustao zbog kvara pumpe goriva. Jacky Ickx je imao loš vikend. Nakon što je u kvalifikacijama bio sporiji od momčadskog kolege Brabhama 3,1 sekundu, utrku je startao s 13. mjesta. Nakon starta je počeo napredovati kroz poredak, te se u 20. krugu nalazio na 9. mjestu. No u tom krugu su ga zadesili isti problemi s krilom kao i Brabhama, te je i on otišao u boks kako bi maknuo krila. No nakon što su mehaničari obavili svoj zadatak, motor u
Ickxovom bolidu se ugasio, a svaki pokušaj ponovnog paljena nije dao rezultate, te je Ickx bio primoran odustati od utrke. Siffert je nakon loših kvalifikacija imao odličan tempo u utrci, te je u 18. krugu pretekao Hulmea na trećoj poziciji, ali je tri kruga nakon izgubio mjesto od Andrettija.
U 30. krugu poredak je glasio: Stewart, Hill, Andretti, Siffert, Hulme, McLaren. Krug nakon, Andretti odustaje zbog kvara mjenjača. U 32. krugu odustaje Brabham, a dva kruga nakon i Amon koji se gotovo cijelu utrku vozio na 8. mjestu. Zbog pregrijavanja motora u 38. i 40. krugu su odustali Surtees i Pedro Rodríguez. U 52. krugu, Stewart je imao prednost od 18 sekundi ispred drugoplasiranog Hilla. Na trećem mjestu se vozio Hulme s 29 sekundi zaostatka za Stewartom, dok je zaostatak četvrtoplasiranog Sifferta iznosio 34 sekunde. S 59 sekundi zaostatka na petom mjestu je bio McLaren, dok je šesti Jean-Pierre Beltoise bio krug zaostatka za momčadskim kolegom. Na sedmom mjestu se nalazio Jackie Oliver. Do kraja utrke koja je trajala 80. krugova, nije bilo izmjena, te je Stewart došao do pobjede na prvoj utrci sezone. Tingle je utrku završio na osmom mjestu, dok devetoplasirani Peter de Klerk nije bio klasificiran jer je na kraju zaostao 13 krugova. Njihovi bolidi bili su pogonjeni Repcovim V8 trolitrenim motorom, a ovo je bila posljednja utrka u Formuli 1 na kojoj je Repco sudjelovao.
Poredak vozača nakon utrke: 1. Jackie Stewart 9 bodova, 2. Graham Hill 6 bodova, 3. Denny Hulme 4 boda.
Poredak konstruktora nakon utrke: 1. Matra-Ford 9 bodova, 2. Lotus-Ford 6 bodova, 3. McLaren-Ford 4 boda.

### Montjuïc
VN Španjolske (XV Gran Premio de España) je bila druga utrka Formule 1 koja se održala 4. svibnja na stazi Montjuïc u Barceloni. Staza je za automobilističke utrke bila prvi put korištena 1933. No zbog Španjolskog građanskog rata, sva automobilistička događanja na stazi su bila prekinuta. Real Automovil de Cataluna je tek 1966. odlučio vratiti utrkivanje na ovu stazu. Staza dugačka 3,8 kilometara, ugostila je utrke Formule 2 1967., dok je sljedeće godine dodana i šestosatna utrka sportskih automobila. Nakon Pedralbesa 1951. i 1954., te Jarame 1968., Montjuïc je bila treća staza koja je ugostila Formulu 1. 
Većina momčadi je i na ovu utrku došla s bolidima iz 1968. Izuzetak je bila momčad Kena Tyrrella koja je pristigla s dva ovosezonska Matra MS80 bolida i prošlogodišnjim MS10 modelom koji je stavljen u rezervu. Momčad Owen Racing Organisation je došla sa starijim šasijama, ali potpuno novim motorima. U starijem bolidu P133 Jackieja Olivera, mjenjačka kutija Hewland je zamijenjena BRM-ovom. Noviji P138 bolid Johna Surteesa je ostao na BRM-ovoj mjenjačkoj kutiji. Iako je Surtees preferirao Hewlandovu, ona nije mogla biti smještena u bolid bez modificiranja stražnjeg dijela šasije. Nove preinake na bolidu je napravila i momčad Motor Racing Developments. Oni su na svom BT26A bolidu također zamijenili Hewlandovu FG mjenjačku kutiju s boljom DG kutijom istog proizvođača. Ferrari je došao sa samo jednim bolidom Chrisa Amona. Razlog tome ležao je u činjenici da su Ferrarijevi mehaničari radili na V12 motoru za utrku 24 sata Le Mansa. Amonu je rečeno se broj okretaja Ferrarijevog 255C V12 motora povećao na 11,500 o/min, a uoči utrke kružile su glasine da je Ferrarijev motor dostigao Cosworthov DFV po snazi. Denny Hulme je na svom McLarenu M7A dobio nove kotače, dok je Bruce McLaren koristio novi M7C koji se od M7A bolida razlikovao samo po nešto drugačijoj monokok šasiji. Na ovoj utrci, prvi nastup u Formuli 1 su zabilježili Piers Courage i momčad Frank Williams Racing Cars koja je pristigla s Brabhamovim BT26A bolidom i Cosworthovim DFV V8 motorom.
Kvalifikacije
Treninzi i kvalifikacije održavali su se u popodnevnom terminu od četvrtka do subote. Prvog dana Amon je bio najbrži, odvezavši krug za 1 minutu i 27,6 sekundi. Sigurnosni ventil tlaka goriva na bolidu Jackyja Ickx je ostao zaglavljen, pa je Belgijanac odvezao samo jedan krug. Jochen Rindt je udario psa lutalicu, te oštetio ovjes. Frank Williams je imao problema s transportom Courageovog bolida koji se pojavio na stazi tek sljedeći dan. Sljedećeg dana Amon je odvezao identično vrijeme kao u četvrtak, dok je Jack Brabham zahvatio ogradu kraj staze, no bez većih posljedica za bolid. Svih 14 vozača odvezlo je svoja najbrža vremena zadnjeg dana u subotu. Borba za najbolju startnu poziciju vodila se između Amona i dva Lotusa. Na Amonovom bolidu je bio postavljen novi motor koji je nosio dodatnih pet konjskih snaga, te je Novozelanđanin ubrzo postavio vrijeme ispod 1 minute i 27 sekundi. Amonovo vrijeme je srušio Rindt, koji je odvezao krug za 1 minutu i 26 sekundi, dok je vrijeme Grahama Hilla iznosilo 1 minutu i 26,6 sekundi. Nakon Lotusovih vozača, Amon je opet izašao na stazu te poboljšao svoje vrijeme na 1 minutu i 26,2 sekunde, a konačno najbrže vrijeme je postavio Rindt - 1 minutu i 25,7 sekundi, pola sekunde brže od Amona i 0,9 sekundi brže od momčadskog kolege Hilla. 
Na četvrtom mjestu se smjestio Jackie Stewart u Matri, s 1,2 sekunde zaostatka za Rindtom, dok je zaostatak petoplasiranog Brabhama iznosio 2,1 sekundi. Nešto vremena je izgubio Surtees zbog promjene prijenosnog omjera na bolidu, te je na kraju bio deveti s 3,2 sekunde zaostatka za Rindtom. Novi bolid Brucea McLarena nije se pokazao osobito brzim. Novozelanđanin je kvalifikacije završio na pretposljednjem 13. mjestu s 4 sekunde zaostatka za najbržim vremenom i 1,1 sekundi zaostatka za momčadskim kolegom Hulmeom na 8. mjestu u starijem bolidu.
Utrka
Vrijeme uoči utrke bilo je pomalo sparno, a veliki broj španjolskih gledatelja se pojavio kako bi gledao utrku. Tek što su se bolidi poredali na startno-ciljnoj ravnini prije formacijskog kruga, uočena je lokva ulja ispod Oliverovog bolida. Britanac je nakon toga krenuo u boks, prolijevajući ulje po stazi. Problemi su se pojavili i na Stewartovom bolidu, kada se njegov motor nije htio upaliti prije početka kruga za zagrijavanje. Zbog čišćenja ulja na stazi iz Oliverovog bolida, utrka je kasnila otprilike pola sata. Courage je također imao problema s pokretanjem bolida, tako da je samo 12 bolida startalo utrku.
Rindt je poveo utrku ispred Amona, a sa šestog mjesta na gridu, Jo Siffert se probio na 3. mjesto. Hill je pao na četvrtu poziciju, a Stewart je osim Sifferta, izgubio mjesto i od Brabhama te se nakon prvog kruga nalazio na 6. mjestu. U petom krugu, Rindt je imao prednost od 2 sekunde ispred Amona, dok je zaostatak trećeplasiranog Sifferta za Amonom iznosio 8 sekundi. Na pola sekunde iza Sifferta se nalazio Hill, dok su se 8 sekundi iza Hilla u koloni nalazili Brabham, Stewart i Ickx. U sljedećem krugu, Hill je pretekao Sifferta i zasjeo na 3. mjesto. No samo dva kruga nakon, usljedio je veliki incident. Na spustu prema prvom zavoju, na najbržem dijelu staze, urušilo se stražnje krilo na Hillovu bolidu. Bolid je nekontrolirano udario u zaštitnu ogradu, ali je Hill srećom prošao bez ozljeda. U desetom krugu, Surtees je otišao u boks jer je njegov motor gubio snagu. U 18. krugu, Courage je odustao zbog pucanja tlačne zavojne opruge. Dva kruga kasnije, vodećem Rindtu se dogodio sličan incident kao i njegovom momčadskom kolegi Hillu, samo su sada posljedice bile ozbiljnije. Stražnje krilo se urušilo, a osim udarca u zaštitnu ogradu pri brzini od 225 km/h, Rindtov bolid udario je i u Hillov bolid koji je stajao napušten uz rub staze, da bi se potom preokrenuo zbog čega je vozač ostao zarobljen u uništenom bolidu. U nesreći je Rindt izgubio svijest, slomio nos te zadobio nekoliko ogrebotina na licu, nakon čega je prebačen u bolnicu.
Nakon Rindtove nesreće, poredak u 21. krugu je glasio: 1. Amon, 2. Siffert (+24 sek.), 3. Stewart (+34 sek.), 4. Brabham (+41 sek.), 5. Ickx (+42 sek.), 6. Hulme (+47 sek.). 
U 26. krugu, Hulme odlazi u boks zbog problema s upravljanjem bolida, a na stazu se vraća na 9. mjesto iza Pedra Rodrígueza, te ispred posljednjeg Surteesa. U 31. krugu, došlo je do kvara pumpe ulja na Siffertovom bolidu. Švicarac je odustao od utrke, a u krug osvajača bodova je ušao Jean-Pierre Beltoise, koji je u kvalifikacijama izborio 12. mjesto s 3,8 sekundi zaostatka za najbržim vremenom. Amon je i dalje vodio utrku s 44 sekunde prednosti ispred Stewarta, a u istom krugu su bili još jedino trećeplasirani Brabham sa zaostatkom od 1 minute i 2 sekunde, te njegov momčadski kolega Ickx na 4. mjestu, čiji je zaostatak iznosio 1 minutu i 4 sekunde.
Poredak vozača nakon utrke: 1. Jackie Stewart 18 bodova, 2. Bruce McLaren 8 bodova, 3. Denny Hulme 7 bodova.
Poredak konstruktora nakon utrke: 1. Matra-Ford 18 bodova, 2. McLaren-Ford 10 bodova, 3. Lotus-Ford 6 bodova.

### Monaco
VN Monaka (XXVII Grand Prix Automobile de Monaco) 
Kvalifikacije
Utrka
Poredak vozača nakon utrke: 1. Jackie Stewart 18 bodova, 2. Graham Hill 15 bodova, 3. Bruce McLaren 10 bodova.
Poredak konstruktora nakon utrke: 1. Matra-Ford 18 bodova, 2. Lotus-Ford 15 bodova, 3. McLaren-Ford 12 bodova.

### Zandvoort
VN Nizozemske (XVII Grote Prijs van Nederland) 
Kvalifikacije
Utrka
Poredak vozača nakon utrke: 1. Jackie Stewart 27 bodova, 2. Graham Hill 15 bodova, 3. Jo Siffert 13 bodova.
Poredak konstruktora nakon utrke: 1. Matra-Ford 27 bodova, 2. Lotus-Ford 21 bod, 3. McLaren-Ford 15 bodova.

### Clermont-Ferrand
VN Francuske (LV Grand Prix de France) 
Kvalifikacije
Utrka
Poredak vozača nakon utrke: 1. Jackie Stewart 36 bodova, 2. Graham Hill 16 bodova, 3. Jo Siffert 13 bodova.
Poredak konstruktora nakon utrke: 1. Matra-Ford 36 bodova, 2. Lotus-Ford 22 boda, 3. McLaren-Ford 18 bodova.

### Silverstone
VN Velike Britanije (XXII RAC British Grand Prix) 
Kvalifikacije
Utrka
Poredak vozača nakon utrke: 1. Jackie Stewart 45 bodova, 2. Bruce McLaren 17 bodova, 3. Graham Hill 16 bodova.
Poredak konstruktora nakon utrke: 1. Matra-Ford 45 bodova, 2. Lotus-Ford 25 bodova, 3. McLaren-Ford 20 bodova.

### Nürburgring
VN Njemačke (XXXI Grosser Preis von Deutschland) 
Kvalifikacije
Utrka
Poredak vozača nakon utrke: 1. Jackie Stewart 51 bod, 2. Jacky Ickx 22 boda, 3. Bruce McLaren 21 bod.
Poredak konstruktora nakon utrke: 1. Matra-Ford 51 bod, 2. Brabham-Ford 28 bodova, 3. Lotus-Ford 28 bodova.

### Monza
VN Italije (XL Gran Premio d'Italia) 
Kvalifikacije
Utrka
Poredak vozača nakon utrke: 1. Jackie Stewart 60 bodova, 2. Bruce McLaren 24 boda, 3. Jacky Ickx 22 boda.
Poredak konstruktora nakon utrke: 1. Matra-Ford 60 bodova, 2. Lotus-Ford 34 boda, 3. Brabham-Ford 30 bodova.

### Mosport Park
VN Kanade (IX Canadian Grand Prix) 
Kvalifikacije
Utrka
Poredak vozača nakon utrke: 1. Jackie Stewart 60 bodova, 2. Jacky Ickx 31 bod, 3. Bruce McLaren 26 bodova.
Poredak konstruktora nakon utrke: 1. Matra-Ford 63 boda, 2. Brabham-Ford 39 bodova, 3. Lotus-Ford 38 bodova.

### Watkins Glen
VN SAD (XII United States Grand Prix) 
Kvalifikacije
Utrka
Poredak vozača nakon utrke: 1. Jackie Stewart 60 bodova, 2. Jacky Ickx 31 bod, 3. Bruce McLaren 26 bodova.
Poredak konstruktora nakon utrke: 1. Matra-Ford 63 boda, 2. Lotus-Ford 47 bodova, 3. Brabham-Ford 45 bodova.

### Mexico City
VN Meksika (VIII Gran Premio de Mexico) 
Kvalifikacije
Utrka
Poredak vozača nakon utrke: 1. Jackie Stewart 63 boda, 2. Jacky Ickx 37 bodova, 3. Bruce McLaren 26 bodova.
Poredak konstruktora nakon utrke: 1. Matra-Ford 66 bodova, 2. Brabham-Ford 49 bodova, 3. Lotus-Ford 47 bodova.

## Vozači i konstruktori
| Lotus-Ford                                                                               | Gold Leaf Team Lotus                    | Lotus 49B Lotus 63                              | Ford Cosworth DFV 3.0 V8 | F    | Graham Hill          | 1–10         |
| Lotus-Ford                                                                               | Gold Leaf Team Lotus                    | Lotus 49B Lotus 63                              | Ford Cosworth DFV 3.0 V8 | F    | Jochen Rindt         | 1–2, 4–11    |
| Lotus-Ford                                                                               | Gold Leaf Team Lotus                    | Lotus 49B Lotus 63                              | Ford Cosworth DFV 3.0 V8 | F    | Mario Andretti       | 1, 7, 10     |
| Lotus-Ford                                                                               | Gold Leaf Team Lotus                    | Lotus 49B Lotus 63                              | Ford Cosworth DFV 3.0 V8 | F    | Richard Attwood      | 3            |
| Lotus-Ford                                                                               | Gold Leaf Team Lotus                    | Lotus 49B Lotus 63                              | Ford Cosworth DFV 3.0 V8 | F    | John Miles           | 5–6, 8–9, 11 |
| Lotus-Ford                                                                               | Rob Walker / Jack Durlacher Racing Team | Lotus 49B                                       | Ford Cosworth DFV 3.0 V8 | F    | Jo Siffert           | Sve          |
| Lotus-Ford                                                                               | Team Gunston                            | Lotus 49                                        | Ford Cosworth DFV 3.0 V8 | D    | John Love            | 1            |
| Lotus-Ford                                                                               | Ecurie Bonnier                          | Lotus 49B Lotus 63                              | Ford Cosworth DFV 3.0 V8 | F    | Jo Bonnier           | 6–7          |
| Lotus-Ford                                                                               | Pete Lovely Volkswagen Inc.             | Lotus 49B                                       | Ford Cosworth DFV 3.0 V8 | F    | Pete Lovely          | 9–11         |
| McLaren-Ford                                                                             | Bruce McLaren Motor Racing              | McLaren M7A McLaren M7B McLaren M7C McLaren M9A | Ford Cosworth DFV 3.0 V8 | G    | Denny Hulme          | Sve          |
| McLaren-Ford                                                                             | Bruce McLaren Motor Racing              | McLaren M7A McLaren M7B McLaren M7C McLaren M9A | Ford Cosworth DFV 3.0 V8 | G    | Bruce McLaren        | Sve          |
| McLaren-Ford                                                                             | Bruce McLaren Motor Racing              | McLaren M7A McLaren M7B McLaren M7C McLaren M9A | Ford Cosworth DFV 3.0 V8 | G    | Derek Bell           | 6            |
| McLaren-Ford                                                                             | Team Lawson                             | McLaren M7A                                     | Ford Cosworth DFV 3.0 V8 | D    | Basil van Rooyen     | 1            |
| McLaren-Ford                                                                             | Antique Automobiles                     | McLaren M7B                                     | Ford Cosworth DFV 3.0 V8 | G    | Vic Elford           | 4–7          |
| Matra-Ford                                                                               | Matra International                     | Matra MS10 Matra MS80 Matra MS84                | Ford Cosworth DFV 3.0 V8 | D    | Jackie Stewart       | Sve          |
| Matra-Ford                                                                               | Matra International                     | Matra MS10 Matra MS80 Matra MS84                | Ford Cosworth DFV 3.0 V8 | D    | Jean-Pierre Beltoise | Sve          |
| Matra-Ford                                                                               | Matra International                     | Matra MS10 Matra MS80 Matra MS84                | Ford Cosworth DFV 3.0 V8 | D    | Johnny Servoz-Gavin  | 9–11         |
| Ferrari                                                                                  | Scuderia Ferrari SpA SEFAC              | Ferrari 312                                     | Ferrari 255C 3.0 V12     | F    | Chris Amon           | 1–6          |
| Ferrari                                                                                  | Scuderia Ferrari SpA SEFAC              | Ferrari 312                                     | Ferrari 255C 3.0 V12     | F    | Pedro Rodríguez      | 6, 8         |
| Ferrari                                                                                  | Scuderia Ferrari SpA SEFAC              | Ferrari 312                                     | Ferrari 255C 3.0 V12     | F    | Tino Brambilla       | 8            |
| Ferrari                                                                                  | North American Racing Team              | Ferrari 312                                     | Ferrari 255C 3.0 V12     | F    | Pedro Rodríguez      | 9–11         |
| BRM                                                                                      | Owen Racing Organisation                | BRM P133 BRM P138 BRM P139                      | BRM P142 3.0 V12         | D    | John Surtees         | 1–4, 6–11    |
| BRM                                                                                      | Owen Racing Organisation                | BRM P133 BRM P138 BRM P139                      | BRM P142 3.0 V12         | D    | Jackie Oliver        | 1–4, 6–11    |
| BRM                                                                                      | Owen Racing Organisation                | BRM P133 BRM P138 BRM P139                      | BRM P142 3.0 V12         | D    | Bill Brack           | 9            |
| BRM                                                                                      | Owen Racing Organisation                | BRM P133 BRM P138 BRM P139                      | BRM P142 3.0 V12         | D    | George Eaton         | 10–11        |
| BRM                                                                                      | Reg Parnell Racing                      | BRM P126                                        | BRM P142 3.0 V12         | G    | Pedro Rodríguez      | 1–3          |
| Brabham-Ford                                                                             | Motor Racing Developments Ltd           | Brabham BT26 Brabham BT26A                      | Ford Cosworth DFV 3.0 V8 | G    | Jack Brabham         | 1–4, 8–11    |
| Brabham-Ford                                                                             | Motor Racing Developments Ltd           | Brabham BT26 Brabham BT26A                      | Ford Cosworth DFV 3.0 V8 | G    | Jacky Ickx           | Sve          |
| Brabham-Ford                                                                             | Frank Williams Racing Cars              | Brabham BT26A                                   | Ford Cosworth DFV 3.0 V8 | D    | Piers Courage        | 2–11         |
| Brabham-Ford                                                                             | Silvio Moser Racing Team                | Brabham BT24                                    | Ford Cosworth DFV 3.0 V8 | G    | Silvio Moser         | 3–5, 8–11    |
| Cooper-Maserati                                                                          | Antique Automobiles                     | Cooper T86B                                     | Maserati 10/F1 3.0 V12   | G    | Vic Elford           | 3            |
| Brabham-Repco                                                                            | Team Gunston                            | Brabham BT24                                    | Repco 620 3.0 V8         | F    | Sam Tingle           | 1            |
| Brabham-Repco                                                                            | Jack Holme                              | Brabham BT20                                    | Repco 620 3.0 V8         | G    | Peter de Klerk       | 1            |
| Brabham-Climax                                                                           | Paul Seitz                              | Brabham BT23B                                   | Climax FPF 2.8 L4        | D    | John Cordts          | 9            |
| Eagle-Climax                                                                             | John Maryon                             | Eagle T1F                                       | Climax FPF 2.8 L4        | F    | Al Pease             | 9            |
| Vozači i konstruktori koji su nastupali s bolidima Formule 2 na Velikoj nagradi Njemačke |                                         |                                                 |                          |      |                      |              |
| Konstruktor                                                                              | Momčad / Sudionik                       | Šasija                                          | Motor                    | Gume | Vozač                | Utrke        |
| Lotus-Ford                                                                               | Roy Winkelmann Racing                   | Lotus 59B                                       | Ford Cosworth FVA 1.6 L4 | F    | Hans Herrmann        | 7            |
| Lotus-Ford                                                                               | Roy Winkelmann Racing                   | Lotus 59B                                       | Ford Cosworth FVA 1.6 L4 | F    | Rolf Stommelen       | 7            |
| Matra-Ford                                                                               | Matra International                     | Matra MS7                                       | Ford Cosworth FVA 1.6 L4 | D    | Johnny Servoz-Gavin  | 7            |
| Matra-Ford                                                                               | Matra Sports                            | Matra MS7                                       | Ford Cosworth FVA 1.6 L4 | D    | Henri Pescarolo      | 7            |
| Brabham-Ford                                                                             | Frank Williams Racing Cars              | Brabham BT30                                    | Ford Cosworth FVA 1.6 L4 | D    | Richard Attwood      | 7            |
| Brabham-Ford                                                                             | Ahrens Racing Team                      | Brabham BT30                                    | Ford Cosworth FVA 1.6 L4 | D    | Kurt Ahrens Jr.      | 7            |
| Brabham-Ford                                                                             | Squadra Tartaruga                       | Brabham BT23C                                   | Ford Cosworth FVA 1.6 L4 | F    | Xavier Perrot        | 7            |
| Brabham-Ford                                                                             | Felday Engineering Ltd                  | Brabham BT30                                    | Ford Cosworth FVA 1.6 L4 | F    | Peter Westbury       | 7            |
| BMW                                                                                      | Bayerische Motoren Werke AG             | BMW 269                                         | BMW M12/1 1.6 L4         | D    | Hubert Hahne         | 7            |
| BMW                                                                                      | Bayerische Motoren Werke AG             | BMW 269                                         | BMW M12/1 1.6 L4         | D    | Gerhard Mitter       | 7            |
| BMW                                                                                      | Bayerische Motoren Werke AG             | BMW 269                                         | BMW M12/1 1.6 L4         | D    | Dieter Quester       | 7            |
| Tecno-Ford                                                                               | Tecno Racing Team                       | Tecno TF69                                      | Ford Cosworth FVA 1.6 L4 | D    | François Cevert      | 7            |

## Kalendar
| Rd | Datum         | Velika nagrada   | Staza             | Prvo startno mjesto | Pobjednik vozač | Pobjednik konstruktor |
| -- | ------------- | ---------------- | ----------------- | ------------------- | --------------- | --------------------- |
| 1  | 1. ožujka     | Južna Afrika     | Kyalami           | Jack Brabham        | Jackie Stewart  | Matra-Ford            |
| 2  | 4. svibnja    | Španjolska       | Montjuïc          | Jochen Rindt        | Jackie Stewart  | Matra-Ford            |
| 3  | 18. svibnja   | Monako           | Monaco            | Jackie Stewart      | Graham Hill     | Lotus-Ford            |
| 4  | 21. lipnja    | Nizozemska       | Zandvoort         | Jochen Rindt        | Jackie Stewart  | Matra-Ford            |
| 5  | 6. srpnja     | Francuska        | Clermont-Ferrand  | Jackie Stewart      | Jackie Stewart  | Matra-Ford            |
| 6  | 19. srpnja    | Velika Britanija | Silverstone       | Jochen Rindt        | Jackie Stewart  | Matra-Ford            |
| 7  | 3. kolovoza   | Njemačka         | Nürburgring       | Jacky Ickx          | Jacky Ickx      | Brabham-Ford          |
| 8  | 7. rujna      | Italija          | Monza             | Jochen Rindt        | Jackie Stewart  | Matra-Ford            |
| 9  | 20. rujna     | Kanada           | Mosport Park      | Jacky Ickx          | Jacky Ickx      | Brabham-Ford          |
| 10 | 5. listopada  | SAD              | Watkins Glen      | Jochen Rindt        | Jochen Rindt    | Lotus-Ford            |
| 11 | 19. listopada | Meksiko          | Magdalena Mixhuca | Jack Brabham        | Denny Hulme     | McLaren-Ford          |

## Sistem bodovanja
Sistem bodovanja u Formuli 1
| Mjesto | 1. | 2. | 3. | 4. | 5. | 6. |
| Bodovi | 9  | 6  | 4  | 3  | 2  | 1  |

- Samo 5 najboljih rezultata u prvih 6 utrka i 4 najbolja rezultata u posljednjih 5 utrka su se računali za prvenstvo vozača.
- Samo 5 najboljih rezultata u prvih 6 utrka i 4 najbolja rezultata u posljednjih 5 utrka su se računali za prvenstvo konstruktora.
- Ako je više bolida jednog konstruktora završilo utrku u bodovima, samo najbolje plasirani bolid osvajao je konstruktorske bodove.

## Rezultati utrka
| Poz. | Br. | Vozač                | Konstruktor  | Vrijeme   | Grid | Bodovi |
| ---- | --- | -------------------- | ------------ | --------- | ---- | ------ |
| 1.   | 7   | Jackie Stewart       | Matra-Ford   | 1:50:39.1 | 4.   | 9      |
| 2.   | 1   | Graham Hill          | Lotus-Ford   | + 18.8    | 7.   | 6      |
| 3.   | 5   | Denny Hulme          | McLaren-Ford | + 31.8    | 3.   | 4      |
| 4.   | 4   | Joseph Siffert       | Lotus-Ford   | + 49.2    | 12.  | 3      |
| 5.   | 6   | Bruce McLaren        | McLaren-Ford | + 1 krug  | 8.   | 2      |
| 6.   | 8   | Jean-Pierre Beltoise | Matra-Ford   | + 2 kruga | 11.  | 1      |

| Poz. | Br. | Vozač                | Konstruktor  | Vrijeme     | Grid | Bodovi |
| ---- | --- | -------------------- | ------------ | ----------- | ---- | ------ |
| 1.   | 7   | Jackie Stewart       | Matra-Ford   | 2:16:54.0   | 4.   | 9      |
| 2.   | 6   | Bruce McLaren        | McLaren-Ford | + 2 kruga   | 13.  | 6      |
| 3.   | 8   | Jean-Pierre Beltoise | Matra-Ford   | + 3 kruga   | 12.  | 4      |
| 4.   | 5   | Denny Hulme          | McLaren-Ford | + 3 kruga   | 8.   | 3      |
| 5.   | 14  | John Surtees         | BRM          | + 6 krugova | 9.   | 2      |
| 6.   | 4   | Jacky Ickx           | Brabham-Ford | + 7 krugova | 7.   | 1      |

| Poz. | Br. | Vozač           | Konstruktor  | Vrijeme   | Grid | Bodovi |
| ---- | --- | --------------- | ------------ | --------- | ---- | ------ |
| 1.   | 1   | Graham Hill     | Lotus-Ford   | 1:58:59.4 | 4.   | 9      |
| 2.   | 16  | Piers Courage   | Brabham-Ford | + 17.3    | 9.   | 6      |
| 3.   | 9   | Joseph Siffert  | Lotus-Ford   | + 34.6    | 5.   | 4      |
| 4.   | 2   | Richard Attwood | Lotus-Ford   | + 52.9    | 10.  | 3      |
| 5.   | 4   | Bruce McLaren   | McLaren-Ford | + 1 krug  | 11.  | 2      |
| 6.   | 3   | Denny Hulme     | McLaren-Ford | + 2 kruga | 12.  | 1      |

| Poz. | Br. | Vozač          | Konstruktor  | Vrijeme    | Grid | Bodovi |
| ---- | --- | -------------- | ------------ | ---------- | ---- | ------ |
| 1.   | 4   | Jackie Stewart | Matra-Ford   | 2:06:42.08 | 2.   | 9      |
| 2.   | 10  | Joseph Siffert | Lotus-Ford   | + 24.52    | 10.  | 6      |
| 3.   | 8   | Chris Amon     | Ferrari      | + 30.51    | 4.   | 4      |
| 4.   | 7   | Denny Hulme    | McLaren-Ford | + 37.16    | 7.   | 3      |
| 5.   | 12  | Jacky Ickx     | Brabham-Ford | + 37.67    | 5.   | 2      |
| 6.   | 11  | Jack Brabham   | Brabham-Ford | + 1:10.81  | 8.   | 1      |

| Poz. | Br. | Vozač                | Konstruktor  | Vrijeme   | Grid | Bodovi |
| ---- | --- | -------------------- | ------------ | --------- | ---- | ------ |
| 1.   | 2   | Jackie Stewart       | Matra-Ford   | 1:56:47.4 | 1.   | 9      |
| 2.   | 7   | Jean-Pierre Beltoise | Matra-Ford   | + 57.1    | 5.   | 6      |
| 3.   | 11  | Jacky Ickx           | Brabham-Ford | + 57.3    | 4.   | 4      |
| 4.   | 5   | Bruce McLaren        | McLaren-Ford | + 1 krug  | 7.   | 3      |
| 5.   | 10  | Vic Elford           | McLaren-Ford | + 1 krug  | 10.  | 2      |
| 6.   | 1   | Graham Hill          | Lotus-Ford   | + 1 krug  | 8.   | 1      |

| Poz. | Br. | Vozač          | Konstruktor  | Vrijeme   | Grid | Bodovi |
| ---- | --- | -------------- | ------------ | --------- | ---- | ------ |
| 1.   | 3   | Jackie Stewart | Matra-Ford   | 1:55:55.6 | 2.   | 9      |
| 2.   | 7   | Jacky Ickx     | Brabham-Ford | + 1 krug  | 4.   | 6      |
| 3.   | 6   | Bruce McLaren  | McLaren-Ford | + 1 krug  | 7.   | 4      |
| 4.   | 2   | Jochen Rindt   | Lotus-Ford   | + 1 krug  | 1.   | 3      |
| 5.   | 16  | Piers Courage  | Brabham-Ford | + 1 krug  | 10.  | 2      |
| 6.   | 19  | Vic Elford     | McLaren-Ford | + 2 kruga | 11.  | 1      |

| Poz. | Br. | Vozač                | Konstruktor  | Vrijeme   | Grid | Bodovi |
| ---- | --- | -------------------- | ------------ | --------- | ---- | ------ |
| 1.   | 6   | Jacky Ickx           | Brabham-Ford | 1:49:55.4 | 1.   | 9      |
| 2.   | 7   | Jackie Stewart       | Matra-Ford   | + 57.7    | 2.   | 6      |
| 3.   | 10  | Bruce McLaren        | McLaren-Ford | + 3:21.6  | 8.   | 4      |
| 4.   | 1   | Graham Hill          | Lotus-Ford   | + 3:58.8  | 9.   | 3      |
| 11.  | 11  | Joseph Siffert       | Lotus-Ford   | + 2 kruga | 4.   | 2      |
| 12.  | 8   | Jean-Pierre Beltoise | Matra-Ford   | + 2 kruga | 10.  | 1      |

| Poz. | Br. | Vozač                | Konstruktor  | Vrijeme    | Grid | Bodovi |
| ---- | --- | -------------------- | ------------ | ---------- | ---- | ------ |
| 1.   | 20  | Jackie Stewart       | Matra-Ford   | 1:39:11.26 | 3.   | 9      |
| 2.   | 4   | Jochen Rindt         | Lotus-Ford   | + 0.08     | 1.   | 6      |
| 3.   | 22  | Jean-Pierre Beltoise | Matra-Ford   | + 0.17     | 6.   | 4      |
| 4.   | 18  | Bruce McLaren        | McLaren-Ford | + 0.19     | 5.   | 3      |
| 5.   | 16  | Piers Courage        | Brabham-Ford | + 33.44    | 10.  | 2      |
| 6.   | 10  | Pedro Rodríguez      | Ferrari      | + 2 kruga  | 12.  | 1      |

| Poz. | Br. | Vozač                | Konstruktor  | Vrijeme     | Grid | Bodovi |
| ---- | --- | -------------------- | ------------ | ----------- | ---- | ------ |
| 1.   | 11  | Jacky Ickx           | Brabham-Ford | 1:59:25.7   | 1.   | 9      |
| 2.   | 12  | Jack Brabham         | Brabham-Ford | + 46.2      | 6.   | 6      |
| 3.   | 2   | Jochen Rindt         | Lotus-Ford   | + 52.0      | 3.   | 4      |
| 4.   | 18  | Jean-Pierre Beltoise | Matra-Ford   | + 1 krug    | 2.   | 3      |
| 5.   | 4   | Bruce McLaren        | McLaren-Ford | + 3 kruga   | 9.   | 2      |
| 6.   | 19  | Johnny Servoz-Gavin  | Matra-Ford   | + 6 krugova | 15.  | 1      |

| Poz. | Br. | Vozač           | Konstruktor  | Vrijeme      | Grid | Bodovi |
| ---- | --- | --------------- | ------------ | ------------ | ---- | ------ |
| 1.   | 2   | Jochen Rindt    | Lotus-Ford   | 1:57:56.84   | 1.   | 9      |
| 2.   | 18  | Piers Courage   | Brabham-Ford | + 46.99      | 9.   | 6      |
| 3.   | 14  | John Surtees    | BRM          | + 2 kruga    | 11.  | 4      |
| 4.   | 8   | Jack Brabham    | Brabham-Ford | + 2 kruga    | 10.  | 3      |
| 5.   | 12  | Pedro Rodríguez | Ferrari      | + 7 krugova  | 12.  | 2      |
| 6.   | 19  | Silvio Moser    | Brabham-Ford | + 10 krugova | 17.  | 1      |

 VN Meksika
| Poz. | Br. | Vozač                | Konstruktor  | Vrijeme    | Grid | Bodovi |
| ---- | --- | -------------------- | ------------ | ---------- | ---- | ------ |
| 1.   | 5   | Denny Hulme          | McLaren-Ford | 1:54:08.80 | 4.   | 9      |
| 2.   | 7   | Jacky Ickx           | Brabham-Ford | + 2.56     | 2.   | 6      |
| 3.   | 8   | Jack Brabham         | Brabham-Ford | + 38.48    | 1.   | 4      |
| 4.   | 3   | Jackie Stewart       | Matra-Ford   | + 47.04    | 3.   | 3      |
| 5.   | 4   | Jean-Pierre Beltoise | Matra-Ford   | + 1:38.52  | 8.   | 2      |
| 6.   | 15  | Jackie Oliver        | BRM          | + 2 kruga  | 12.  | 1      |

## Poredak

### Poredak vozača
| Mjesto | Vozač                | Bodovi |   |   |   |   |   |   |   |   |   |   |   |
| ------ | -------------------- | ------ | - | - | - | - | - | - | - | - | - | - | - |
| 1.     | Jackie Stewart       | 63     | 9 | 9 | – | 9 | 9 | 9 | 6 | 9 | – | – | 3 |
| 2.     | Jacky Ickx           | 37     | – | 1 | – | 2 | 4 | 6 | 9 | – | 9 | – | 6 |
| 3.     | Bruce McLaren        | 26     | 2 | 6 | 2 | – | 3 | 4 | 4 | 3 | 2 |   |   |
| 4.     | Jochen Rindt         | 22     | – | – |   | – | – | 3 | – | 6 | 4 | 9 | – |
| 5.     | Jean-Pierre Beltoise | 21     | 1 | 4 | – | – | 6 | – | 1 | 4 | 3 | – | 2 |
| 6.     | Denny Hulme          | 20     | 4 | 3 | 1 | 3 | – | – | – | – | – | – | 9 |
| 7.     | Graham Hill          | 19     | 6 | – | 9 | – | 1 | – | 3 | – | – | – |   |
| 8.     | Piers Courage        | 16     |   | – | 6 | – | – | 2 | – | 2 | – | 6 | – |
| 9.     | Jo Siffert           | 15     | 3 | – | 4 | 6 | – | – | 2 | – | – | – | – |
| 10.    | Jack Brabham         | 14     | – | – | – | 1 |   |   |   | – | 6 | 3 | 4 |
| 11.    | John Surtees         | 6      | – | 2 | – | – |   | – |   | – | – | 4 | – |
| 12.    | Chris Amon           | 4      | – | – | – | 4 | – | – |   |   |   |   |   |
| 13.    | Richard Attwood      | 3      |   |   | 3 |   |   |   |   |   |   |   |   |
| 14.    | Vic Elford           | 3      |   |   | – | – | 2 | 1 | – |   |   |   |   |
| 15.    | Pedro Rodríguez      | 3      | – | – | – |   |   | – |   | 1 | – | 2 | – |
| 16.    | Silvio Moser         | 1      |   |   | – | – | – |   |   | – | – | 1 | – |
| 17.    | Jackie Oliver        | 1      | – | – | – | – |   | – | – | – | – | – | 1 |
| 18.    | Johnny Servoz-Gavin  | 1      |   |   |   |   |   |   |   |   | 1 | – | – |

| Boja | Značenje                                                                 |
| ---- | ------------------------------------------------------------------------ |
| 5    | Osvojeni bodovi koji su se računali za prvenstvo vozača / konstruktora   |
| 5    | Osvojeni bodovi koji se nisu računali za prvenstvo vozača / konstruktora |
| –    | Vozač / konstruktor nije osvojio bodove u utrci                          |
|      | Vozač / konstruktor nije nastupao na utrci                               |

### Poredak konstruktora
| Mjesto | Konstruktor  | Bodovi |   |   |   |   |   |   |   |   |   |   |   |
| ------ | ------------ | ------ | - | - | - | - | - | - | - | - | - | - | - |
| 1.     | Matra-Ford   | 66     | 9 | 9 | – | 9 | 9 | 9 | 6 | 9 | 3 | – | 3 |
| 2.     | Brabham-Ford | 49     | – | 1 | 6 | 2 | 4 | 6 | 9 | 2 | 9 | 6 | 6 |
| 3.     | Lotus-Ford   | 47     | 6 | – | 9 | 6 | 1 | 3 | 3 | 6 | 4 | 9 | – |
| 4.     | McLaren-Ford | 38     | 4 | 6 | 2 | 3 | 3 | 4 | 4 | 3 | 2 | – | 9 |
| 5.     | BRM          | 7      | – | 2 | – | – |   | – | – | – | – | 4 | 1 |
| 6.     | Ferrari      | 7      | – | – | – | 4 | – | – |   | 1 | – | 2 | – |

- Brabham-Ford je osvojio ukupno 51 bod, ali samo 49 bodova osvojenih u devet najboljih utrka (5 najboljih rezultata u prvih 6 utrka i 4 najbolja rezultata u posljednjih 5 utrka) su se računala za prvenstvo konstruktora.

- McLaren-Ford je osvojio ukupno 40 bodova, ali samo 38 bodova osvojenih u devet najboljih utrka (5 najboljih rezultata u prvih 6 utrka i 4 najbolja rezultata u posljednjih 5 utrka) su se računala za prvenstvo konstruktora.

## Statistike
| Vozač                | Postolja  | Postolja  | Postolja  | Prvo startno mjesto | Najbrži krug | Krugovi u vodstvu |
| Vozač                | 1. mjesto | 2. mjesto | 3. mjesto | Prvo startno mjesto | Najbrži krug | Krugovi u vodstvu |
| -------------------- | --------- | --------- | --------- | ------------------- | ------------ | ----------------- |
| Jackie Stewart       | 6         | 1         | -         | 2                   | 5            | 385               |
| Jacky Ickx           | 2         | 2         | 1         | 2                   | 3            | 70                |
| Jochen Rindt         | 1         | 1         | 1         | 5                   | 2            | 196               |
| Graham Hill          | 1         | 1         | -         | -                   | -            | 60                |
| Denny Hulme          | 1         | -         | 1         | -                   | -            | 57                |
| Piers Courage        | -         | 2         | -         | -                   | -            | 2                 |
| Jean-Pierre Beltoise | -         | 1         | 2         | -                   | 1            | -                 |
| Bruce McLaren        | -         | 1         | 2         | -                   | -            | -                 |
| Jack Brabham         | -         | 1         | 1         | 2                   | 1            | -                 |
| Jo Siffert           | -         | 1         | 1         | -                   | -            | -                 |
| Chris Amon           | -         | -         | 1         | -                   | -            | 37                |
| John Surtees         | -         | -         | 1         | -                   | -            | -                 |

| Konstruktor  | Postolja  | Postolja  | Postolja  | Prvo startno mjesto | Najbrži krug | Krugovi u vodstvu |
| Konstruktor  | 1. mjesto | 2. mjesto | 3. mjesto | Prvo startno mjesto | Najbrži krug | Krugovi u vodstvu |
| ------------ | --------- | --------- | --------- | ------------------- | ------------ | ----------------- |
| Matra-Ford   | 6         | 2         | 2         | 2                   | 6            | 385               |
| Brabham-Ford | 2         | 5         | 2         | 4                   | 3            | 72                |
| Lotus-Ford   | 2         | 3         | 2         | 5                   | 2            | 256               |
| McLaren-Ford | 1         | 1         | 3         | -                   | -            | 57                |
| Ferrari      | -         | -         | 1         | -                   | -            | 37                |
| BRM          | -         | -         | 1         | -                   | -            | -                 |

### Vodeći vozač i konstruktor u prvenstvu
U rubrici bodovi, prikazana je bodovna prednost vodećeg vozača / konstruktora ispred drugoplasiranog, dok je žutom bojom označena utrka na kojoj je vozač / konstruktor osvojio naslov prvaka.
| Utrka               | Vozač          | Bodovi |
| ------------------- | -------------- | ------ |
| VN Južne Afrike     | Jackie Stewart | 3      |
| VN Španjolske       | Jackie Stewart | 10     |
| VN Monaka           | Jackie Stewart | 3      |
| VN Nizozemske       | Jackie Stewart | 12     |
| VN Francuske        | Jackie Stewart | 20     |
| VN Velike Britanije | Jackie Stewart | 28     |
| VN Njemačke         | Jackie Stewart | 29     |
| VN Italije          | Jackie Stewart | 36     |
| VN Kanade           | Jackie Stewart | 29     |
| VN SAD              | Jackie Stewart | 29     |
| VN Meksika          | Jackie Stewart | 26     |

| Utrka               | Konstruktor | Bodovi |
| ------------------- | ----------- | ------ |
| VN Južne Afrike     | Matra-Ford  | 3      |
| VN Španjolske       | Matra-Ford  | 8      |
| VN Monaka           | Matra-Ford  | 3      |
| VN Nizozemske       | Matra-Ford  | 6      |
| VN Francuske        | Matra-Ford  | 14     |
| VN Velike Britanije | Matra-Ford  | 20     |
| VN Njemačke         | Matra-Ford  | 23     |
| VN Italije          | Matra-Ford  | 26     |
| VN Kanade           | Matra-Ford  | 24     |
| VN SAD              | Matra-Ford  | 16     |
| VN Meksika          | Matra-Ford  | 17     |

## Utrke koje se nisu bodovale za prvenstvo
| Datum        | Naziv utrke                   | Staza        | Pobjednik vozač | Pobjednik konstruktor |
| ------------ | ----------------------------- | ------------ | --------------- | --------------------- |
| 16. ožujka   | IV Race of Champions          | Brands Hatch | Jackie Stewart  | Matra-Ford            |
| 30. ožujka   | XXI BRDC International Trophy | Silverstone  | Jack Brabham    | Brabham-Ford          |
| 13. travnja  | III Gran Premio de Madrid*    | Jarama       | Keith Holland   | Lola-Chevrolet        |
| 16. kolovoza | XVI International Gold Cup    | Oulton Park  | Jacky Ickx      | Brabham-Ford          |

- U utrci su sudjelovali bolidi Formule 1", "Formule 2" i "Formule 5000".

## Vanjske poveznice
- Službena stranica Formule 1
- Formula 1 – sezona 1969. StatsF1
- Utrke koje se nisu bodovale za prvenstvo 1969. StatsF1